# California Institute of Technology
Il California Institute of Technology o Caltech è un'università privata statunitense con sede nella città di Pasadena (California). Fondata nel 1891 dall'imprenditore locale e politico Amos Throop, è una delle università più premiate nell'ambito della ricerca e fa parte della Association of American Universities che riunisce i più prestigiosi atenei nordamericani: l'interesse maggiore dell'università risiede nelle scienze naturali e nell'ingegneria; l'istituto opera e collabora anche con il vicino Jet Propulsion Laboratory della NASA. Caltech è ampiamente considerata una delle università più prestigiose del mondo.

## Storia
Caltech fu fondato nel 1891 da Amos Throop con il nome di Throop University, modificato poi in Throop Polytechnic Institute e Throop College of Technology. Solo nel 1920 acquisisce il suo nome attuale. Dal 1907 l'astronomo George Ellery Hale diventa direttore dell'osservatorio di Monte Wilson. È in quel periodo che, grazie anche all'impegno di quest'astronomo il Caltech si sviluppò diventando un centro scientifico di fama mondiale. Egli portò al Caltech il fisico-chimico Arthur Amos Noyes e il fisico sperimentale Robert Millikan. Nel 1923 Millikan ricevette il Premio Nobel. Nel 1926 venne creata la facoltà di aeronautica gestita da Theodore von Kármán. Anche Albert Einstein visitò il campus negli anni trenta, mentre stava lavorando sulla teoria della relatività generale.
Dagli anni cinquanta in poi fanno parte del Caltech anche i fisici premi Nobel Murray Gell-Mann e Richard Feynman, aventi un ruolo centrale nello sviluppo del modello Standard della fisica moderna. Le donne vennero ammesse a Caltech nel 1970. Al 2005 questo istituto ha avuto 31 laureati premi Nobel, tra i quali Renato Dulbecco, Linus Pauling e Vernon Smith. Il campus ospita circa 2200 studenti fra undergraduate e postgraduates e 300 professori. Molti di questi vivono per tutto l'anno presso l'istituto che li ospita. La vita all'interno di Caltech è governata da strette regole d'onore, che permettono ad esempio agli studenti di svolgere gli esami da soli nelle loro stanze.
La Caltech è una delle ambientazioni principali della sitcom The Big Bang Theory e della serie crime Numb3rs.

## Elenco facoltà (2007-2008)
- Aeronautica
- Antropologia
- Astrofisica
- Biochimica e biofisica molecolare
- Bioingegneria
- Biologia
- Chimica
- Economia
- Economia aziendale e gestionale
- Educazione fisica
- Film
- Filosofia
- Fisica
- Fisica applicata
- Informatica
- Ingegneria
- Ingegneria civile
- Ingegneria chimica
- Ingegneria elettrica
- Ingegneria informatica
- Ingegneria meccanica
- Inglese
- Inglese come seconda lingua
- Legge
- Lingue
- Matematica

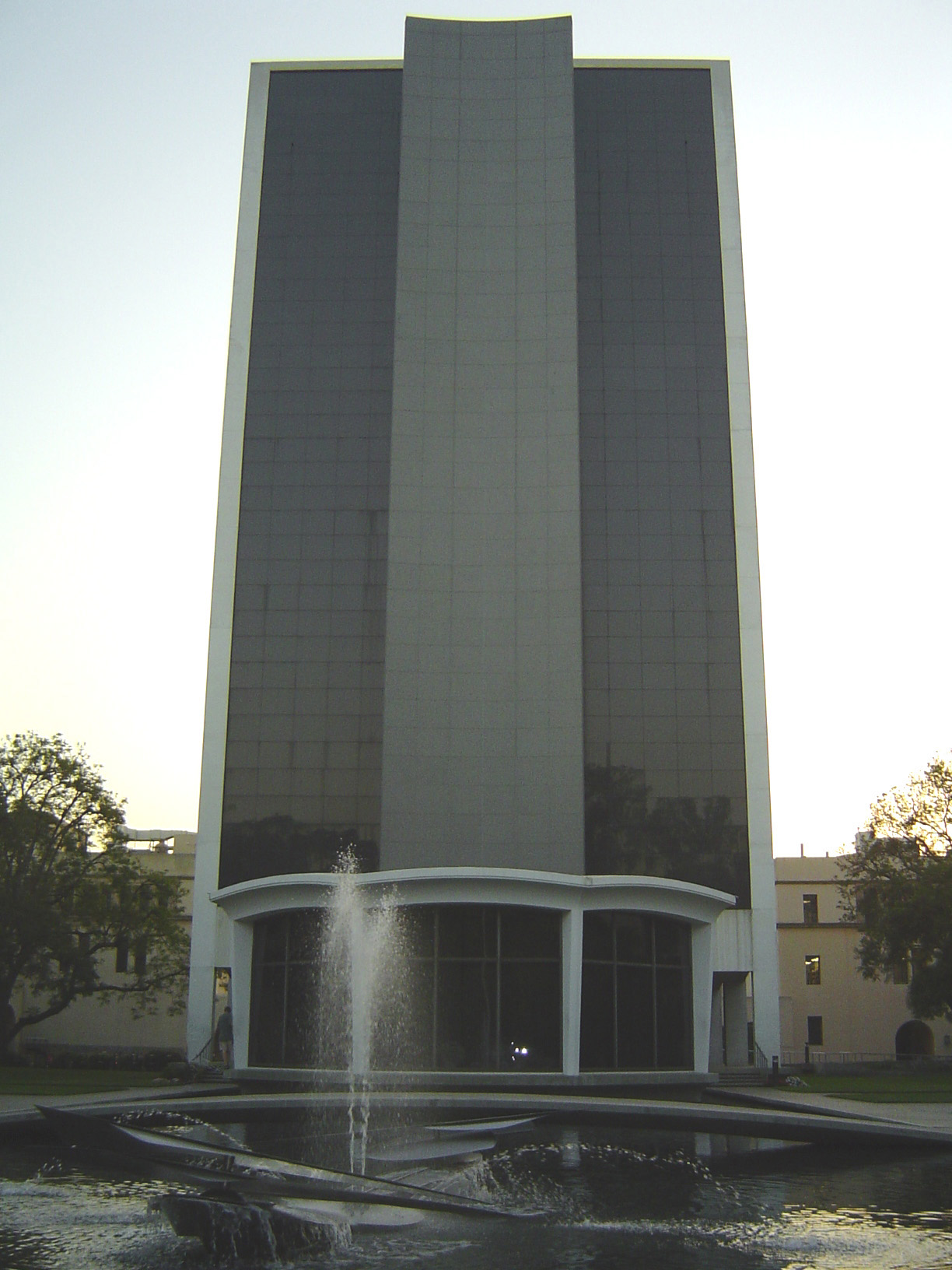
La Millikan Library, l'edificio più alto del campus

- Matematica computazionale e applicata
- Meccanica applicata
- Musica
- Psicologia
- Scienze e Ingegneria dell'Ambiente
- Scienze dei materiali
- Scienze geologiche e del pianeta
- Scienze politiche
- Scienze sociali
- Spettacolo e attività
- Storia
- Storia e filosofia
- Storia dell'Arte
- Computazione e sistemi neurali
- Sistemi di controllo e dinamici
- Umanistica